# Muzsa Gyula
Muzsa Gyula (Bukarest, 1862. július 27. – Budapest, 1946. február 23.) gyógyszerész, a Magyar Olimpiai Bizottság társelnöke illetve elnöke, a Nemzetközi Olimpiai Bizottság magyar tagja. A felsőház tagja (1927-től).

## Életpályája
Tanulmányait Budapesten, Párizsban és Londonban végezte. A gyógyszerészi oklevélének megszerzése után is hosszabb ideig külföldön tartózkodott. Hazatérése után Budapesten nyitott gyógyszertárat. 1906-ban függetlenségi párti, majd 1910-ben Kossuth-párti programmal képviselővé választották. 1909-től haláláig a Nemzetközi Olimpiai Bizottság tagja volt. A Magyar Olimpiai Bizottságnak társelnöke, majd 1927 és 1940 között az elnöke volt. Megalakulásától kezdve részt vett az Országos Testnevelési Tanács munkájában. Több évtizeden át tagja volta a Magyar Atlétikai Clubnak (MAC). Az 1920-as években a nemzetgyűlés tagjaként és háznagyaként működött. 1927-ben felsőházi taggá nevezték ki.